# Copa de Alemania 1959-60
La Copa de Alemania 1959/60 fue la 17ª edición de la Copa de Alemania. En ella participaron 5 equipos. La final la ganó el Borussia Mönchengladbach 3 - 0 frente al Karlsruher SC, consiguiendo así su 1° Copa de Alemania.

## 1ª ronda
| 1 de junio de 1960 | Hertha BSC | 0:1 | FK Pirmasens  | Poststadion, Berlín                                          |                                                              |
|                    |            |     | Matischak 89' | Asistencia: 8.000 espectadores Árbitro(s): Günther Ternieden | Asistencia: 8.000 espectadores Árbitro(s): Günther Ternieden |

## Fase Final
|  | Semifinal                  | Semifinal                  | Semifinal                  |               |                          | Final                    | Final                | Final                |  |
|  | 7/21 de septiembre de 1960 | 7/21 de septiembre de 1960 | 7/21 de septiembre de 1960 |               |                          | 5 de octubre de 1960     | 5 de octubre de 1960 | 5 de octubre de 1960 |  |
|  |                            |                            |                            |               |                          |                          |                      |                      |  |
|  |                            |                            |                            |               |                          |                          |                      |                      |  |
|  | Hamburger SV               | Hamburger SV               | 0                          |               |                          |                          |                      |                      |  |
|  | Hamburger SV               | Hamburger SV               | 0                          |               |                          |                          |                      |                      |  |
|  | Borussia Mönchengladbach   | Borussia Mönchengladbach   | 2                          |               |                          |                          |                      |                      |  |
|  | Borussia Mönchengladbach   | Borussia Mönchengladbach   | 2                          |               | Borussia Mönchengladbach | Borussia Mönchengladbach | 3                    |                      |  |
|  |                            |                            |                            |               | Borussia Mönchengladbach | Borussia Mönchengladbach | 3                    |                      |  |
|  |                            |                            | Karlsruher SC              | Karlsruher SC | 2                        |                          |                      |                      |  |
|  | Karlsruher SC              | Karlsruher SC              | Karlsruher SC              | Karlsruher SC | 2                        | 2                        |                      |                      |  |
|  | Karlsruher SC              | Karlsruher SC              |                            |               |                          | 2                        |                      |                      |  |
|  | FK Pirmasens               | FK Pirmasens               | 0                          |               |                          |                          |                      |                      |  |
|  | FK Pirmasens               | FK Pirmasens               | 0                          |               |                          |                          |                      |                      |  |
|  |                            |                            |                            |               |                          |                          |                      |                      |  |

### Semifinales
| 7 de septiembre de 1960 | Hamburger SV | 0:2 | Borussia Mönchengladbach | Preußenstadion, Munster                                    |                                                            |
|                         |              |     | Brülls 2' · Brungs 54'   | Asistencia: 30.000 espectadores Árbitro(s): Günter Sparing | Asistencia: 30.000 espectadores Árbitro(s): Günter Sparing |

| 7 de septiembre de 1960 | Karlsruher SC                             | 3:4 (anulado) | FK Pirmasens                                  | Preußenstadion, Munster                                 |                                                         |
| | Späth 37' · Szymaniak 73' · Nedoschil 85' |               | Seebach 41' · Matischak 72' 87' · Hohmann 79' | Asistencia: 30.000 espectadores Árbitro(s): Willi Thier | Asistencia: 30.000 espectadores Árbitro(s): Willi Thier |
| El partido fue anulado y debió disputarse una repetición ya que el FK Pirmasens alineo a un jugador (Rolf Fritzsche) que no podía disputar el partido |                                           |               |                                               |                                                         |                                                         |

| 21 de septiembre de 1960 | Karlsruher SC        | 2:0 | FK Pirmasens | Wildparkstadion, Karlsruhe                                    |                                                               |
|                          | Witlatschil 34', 44' |     |              | Asistencia: 14.000 espectadores Árbitro(s): Günther Ternieden | Asistencia: 14.000 espectadores Árbitro(s): Günther Ternieden |

### Final
| 5 de octubre de 1960 | Borussia Mönchengladbach              | 3:2 | Karlsruher SC              | Rheinstadion, Düsseldorf                                 |                                                          |
|                      | Mühlhausen 5' · Kohn 25' · Brülls 60' |     | Herrmann 22' · Schwarz 58' | Asistencia: 49.000 espectadores Árbitro(s): Albert Dusch | Asistencia: 49.000 espectadores Árbitro(s): Albert Dusch |

| Borussia München Gladbach | Karlsruher SC |

| ARQ         |  | Günter Jansen         |
| DEF         |  | Lambert Pfeiffer      |
| DEF         |  | Heinz de Lange        |
| MED         |  | Albert Jansen         |
| MED         |  | Hans Goebbels         |
| MED         |  | Friedhelm Frontzeck   |
| DEL         |  | Franz Brungs          |
| DEL         |  | Albert Brülls         |
| DEL         |  | Ulrich Kohn           |
| DEL         |  | Karl-Heinz Mühlhausen |
| DEL         |  | Helmut Fendel         |
| Entrenador: |  |                       |
| Bernd Oles  |  |                       |

| ARQ              |  | Horst Jungmann     |
| DEF              |  | Wilhelm Dimmel     |
| DEF              |  | Gustav Witlatschil |
| MED              |  | Heinz Ruppenstein  |
| MED              |  | Willi Rihm         |
| MED              |  | Horst Szymaniak    |
| DEL              |  | Willy Reitgaßl     |
| DEL              |  | Günther Herrmann   |
| DEL              |  | Walter Schwarz     |
| DEL              |  | Friedel Späth      |
| DEL              |  | Reinhold Nedoschil |
| Entrenador:      |  |                    |
| Eduard Frühwirth |  |                    |